# レシピの女王
『日本一家庭料理がうまい女性決定戦!レシピの女王』（にほんいちかていりょうりがうまいじょせいけっていせんレシピのじょおう）は、2011年4月25日から『ヒルナンデス!』内で放送されている企画で、2011年10月28日に日本テレビ系列でスペシャル番組として放送された料理バラエティ番組。

## 放送概要・コンセプト
全国の料理好きの女性が簡単で美味しいアイディア家庭料理で競う。予選・本選を通して超一流シェフ軍団が審査員を務める。優勝者には「レシピの女王」の称号が与えられ、料理家としてデビューできる。日本テレビはテレビ番組の出演、レシピ本の出版、レシピアプリの配信、イベント出演などにより「レシピの女王」の料理家としての活動をバックアップする。
一次予選・二次予選の模様は『ヒルナンデス!』の月曜企画として2011年4月25日より毎週月曜日に放送されていた。準決勝・決勝の模様は2011年10月28日に『金曜スーパープライム』枠で生放送された。
シーズン2は2012年1月30日から放送されていた。

## 出演者

### 総合司会
- 高橋克典（準決勝、決勝）

### ゲスト
- 柴田理恵
- はるな愛
- 優木まおみ

### レポーター
- 上重聡（日本テレビアナウンサー）
- 杉上佐智枝（日本テレビアナウンサー）
- 馬場典子（日本テレビアナウンサー）
- 上田まりえ（日本テレビアナウンサー）

### 審査員
- 落合務（一次予選・横浜大会、二次予選、決勝）
- 片岡護（二次予選、決勝）
- 神谷昌孝（一次予選・横浜大会、決勝）
- 岸本直人（二次予選、決勝）
- 菰田欣也（一次予選・福岡大会、決勝）
- 坂井宏行（二次予選、決勝）
- 笹島保弘（一次予選・福岡大会、決勝）
- 田村隆（一次予選・大阪大会、決勝）
- 陳建一（一次予選・横浜大会、決勝）
- 脇屋友詞（一次予選・大阪大会、決勝）
- 笠原将弘(第3回より参加)

## 大会概要

### 第1回

#### 一次予選
一次予選は横浜・福岡・大阪で開催された。1日目は「レシピ審査」が行われ、それに合格した者だけが2日目の「調理審査」を受けることができる。レシピ審査はレシピの内容や挑戦者の意気込みなどが審査員による面接で評価され、その場で合格か不合格かを告げられる。調理の制限時間は40分。調理審査は調理の様子・料理の出来が審査対象となり、それぞれの審査員が20項目を5段階評価し、その合計点が高かった上位4名が各大会代表として二次予選に進出する。

##### 横浜大会
- 4月16日・17日に開催された。
- 審査員は落合務、神谷昌孝、陳建一。陳は調理審査から参加。
- レシピ審査を通過したのは17名。
- 調理審査に合格したのは成澤文子、藤原美紀、木山千尋、福田恵美。

##### 福岡大会
- 5月21日・22日に開催された。
- 審査員は笹島保弘、菰田欣也。
- レシピ審査を通過したのは21名。
- 調理審査に合格したのは豊川扶知子、志水あおい、薮内百恵、井上ひとみ。[2]

##### 大阪大会
- 6月11日・12日に開催された。
- 審査員は田村隆、脇屋友詞。
- レシピ審査を通過したのは17名。
- 調理審査に合格したのは梅田由佳子、五十嵐由美子、小山雅代、岩本友恵。

#### 二次予選
一次予選を通過した12名が参加する二次予選は1対1の直接対決で勝敗を決し、勝利した6名が準決勝に進出する。対戦組み合わせは12人が自由に着席した円卓の裏に隠されていたクジにより決められた。制限時間は40分。審査員は落合務、坂井宏行、片岡護、岸本直人。

##### 対戦組み合わせと対戦結果
- 第1組　○木山千尋（横浜大会代表・埼玉県）VS 豊川扶知子（福岡大会代表・福岡県）×
- 第2組　×福田恵美（横浜大会代表・神奈川県）VS五十嵐由美子（大阪大会代表・静岡県）○
- 第3組　×梅田由佳子（大阪大会代表・京都府）VS小山雅代（大阪大会代表・大阪府）○
- 第4組　○成澤文子（横浜大会代表・神奈川県）VS松田樹里（福岡大会代表・福岡県）×
- 第5組　○藤原美紀（横浜大会代表・神奈川県）VS井上ひとみ（福岡大会代表・東京都）×
- 第6組　○岩本友恵（大阪大会代表・静岡県）VS志水あおい（福岡大会代表・熊本県）×

#### 準決勝
テーマは豚肉料理。準決勝進出者6名が考案したレシピが9月26日から番組サイト上で公開され、30日間に渡り全国の視聴者から「食べてみたい」、「作ってみたい」、「作ってみたら美味しかった」というレシピに投票を受け付け、得票数の上位3名が決勝に進出する。結果発表は10月28日の生放送内で行われた。

##### 投票結果
- 1位：成澤文子（2635票）
- 2位：木山千尋（2374票）
- 3位：藤原美紀（1948票）
- 4位：岩本友恵（1913票）
- 5位：小山雅代（1769票）
- 6位：五十嵐由美子（1741票）

以上の結果から、成澤、木山、藤原の3名が決勝に進出した。

#### 決勝
10月28日の生放送内で調理対決を行った。10名の審査員が1票ずつ投票する。テーマは冷凍魚介。エビ・イカ・ホタテのどれか1品をメインにした料理を30分以内に3人前作る。視聴率は7.6%（ビデオリサーチ関東地区調べ）。

##### 投票結果
- 1位：成澤文子（10票）
- 2位：木山千尋（0票）
- 2位：藤原美紀（0票）

全ての審査員が成澤に投票し、満場一致という結果で成澤が優勝した。

### 第2回

#### 一次予選
前回からの変更点
- 予選会場は東京都内で3回に分けて行う事となった。
- レシピ審査は応募された全てのレシピを審査員が事前にチェックし、調理審査に出場する方を決定。

##### ステージA
- 1月22日に開催された。
- 審査員は坂井宏行、陳建一。
- レシピ審査を通過したのは16名。
- 調理審査に合格したのは加藤真弓、宮嶋麻実、福原由梨、小澤朋子、福井智香、村松佳代。[3]

##### ステージB
- 2月12日に開催された。
- 審査員は田村隆、菰田欣也。
- レシピ審査を通過したのは15名。
- 調理審査に合格したのは松尾絢子、蒲澤章子、宮越マリア、山本友理、柳川香織。

##### ステージC
- 4月15日に開催された。
- 審査員は落合務、脇屋友詞
- レシピ審査を通過したのは18名。
- 調理審査に合格したのは新見明代、青木愛衣、丁娜、河埜玲子、平野信子。

#### 二次予選
一次予選を通過した16名が参加する二次予選はグループ審査。16人を5つのグループに分けて勝敗を決し、勝利した5名が準決勝に進出する。対戦組み合わせは、16人が各自選び記入した名札の裏にブラックライトを当てると、グループ名が浮き上がるようになっていた。また、一枚だけ二次予選と出場者の間に星印が印刷されている名札を選んだ人は、最後にどのグループに入るかを選ぶことが出来る。制限時間は40分。審査員は神谷昌孝、片岡護、岸本直人。

##### 対戦組み合わせと対戦結果
- グループA　○小澤朋子（ステージA・4位）vs新見明代（ステージC・1位）×vs青木愛衣ん（ステージC・2位）×
- グループB　○蒲澤章子（ステージB・2位）vs村松佳代（ステージA・5位）×vs加藤真弓（ステージA・1位）×
- グループC　×平野信子（ステージC・5位）vs福井智香（ステージA・5位）×vs 山本友理（ステージB・4位）○
- グループD　○河埜玲子（ステージC・4位）vs丁娜（ステージC・3位）×vs柳川香織（ステージB・5位）×vs★松尾絢子（ステージB・1位） ×
- グループE　×宮越マリア（ステージB・3位）vs福原由梨（ステージA・3位）○vs宮嶋麻実（ステージA・2位） ×

敗退者のうち今後活躍できる人を敗者復活で救済され、柳川・平野・松尾が選出。

#### 最終予選
- 二次予選を通過した5名と敗者復活で復活した3名によるi対iの直接対決で勝敗を決し、勝利した4名が準決勝に進出する。

##### 対戦組み合わせと対戦結果
- 第1組 ○松尾絢子（グループD・埼玉県） VS山本友理（グループC・和歌山県）×
- 第2組 ○柳川香織（グループD・新潟県） VS小澤朋子（グループA・神奈川県）×
- 第3組 ○河埜玲子（グループD・三重県） VS平野信子（グループC・富山県）×
- 第4組 ○蒲澤章子（グループB・宮城県） VS福原由梨（グループE・兵庫県）×

#### 準々決勝
- テーマは「豚肉料理」。4人の中から成績の悪い1名が脱落。

結果:松尾、柳川、河埜が準決勝進出。

#### 準決勝
- テーマは「組合せに関連性のある二品」。3人の中から成績の悪い1名が脱落。

結果:松尾・柳川が決勝進出。

#### 決勝
- テーマは「家族のお祝い料理」。

結果:5人の審査員うち4人が満点で同点となる接戦の末、柳川が優勝。

## スタッフ
- アシスタントプロデューサー：松成鈴代、森川高行
- プロデューサー：鬼頭直孝、小山伸一、藤井則子、青海鉄山、小島俊一
- 演出・プロデューサー：雨宮秀彦
- チーフプロデューサー：安岡喜郎
- 制作協力：ザイオン、ワイズメンコミュニケーションズ
- 製作著作：日本テレビ